# Stazione meteorologica di Pracchia
La stazione meteorologica di Pracchia, attiva fin dal 1926, è la stazione meteorologica di riferimento relativa alla località di Pracchia nel comune di Pistoia.

## Caratteristiche
La stazione meteorologica, è situata nell'Italia Centrale, in Toscana, nel comune di Pistoia, in località Pracchia a 627 metri s.l.m. e alle coordinate geografiche 44°03′15″N 10°54′20″E.
Installata nel 1926 come stazione meccanica fornita di pluviometro al quale, nel 1968, è stato aggiunto il sensore termometrico in capannina. È stata gestita fin dalla sua attivazione dal Compartimento di Bologna del Servizio Idrografico e Mareografico Nazionale per poi passare sotto la gestione del Servizio Idrometeorologico dell'ARPA Emilia-Romagna dopo il passaggio di competenze alle regioni. Attualmente è attiva come stazione automatica equipaggiata di termometro e pluviometro, oltre a un nuovo sensore idrometrico posto sul fiume Reno; i dati rilevati sono forniti anche al Servizio Idrologico Regionale della Toscana.

## Dati climatologici 1961-1990
In base alla media trentennale 1961-1990, effettivamente elaborata fra il 1968 e il 1990, la temperatura media del mese più freddo, gennaio è di +1,5 °C, mentre la temperatura media del mese più caldo, luglio è di +17,8 °C; mediamente si contano annualmente 90,1 giorni di gelo e 6,1 giorni di ghiaccio. Le precipitazioni medie annue, sono di 1 952,9 mm e presentano un minimo relativo in estate ed un picco in autunno, oltre a valori elevati anche in inverno e primavera.
| Pracchia (1961-1990)             | Mesi  | Mesi  | Mesi  | Mesi  | Mesi  | Mesi | Mesi | Mesi | Mesi  | Mesi  | Mesi  | Mesi  | Stagioni | Stagioni | Stagioni | Stagioni | Anno    |
| Pracchia (1961-1990)             | Gen   | Feb   | Mar   | Apr   | Mag   | Giu  | Lug  | Ago  | Set   | Ott   | Nov   | Dic   | Inv      | Pri      | Est      | Aut      | Anno    |
| -------------------------------- | ----- | ----- | ----- | ----- | ----- | ---- | ---- | ---- | ----- | ----- | ----- | ----- | -------- | -------- | -------- | -------- | ------- |
| T. max. media (°C)               | 5,0   | 6,0   | 8,9   | 12,7  | 17,5  | 20,9 | 24,3 | 24,0 | 19,9  | 14,8  | 9,5   | 5,8   | 5,6      | 13,0     | 23,1     | 14,7     | 14,1    |
| T. media (°C)                    | 1,5   | 2,5   | 4,8   | 7,9   | 12,0  | 15,2 | 17,8 | 17,6 | 14,6  | 10,4  | 5,7   | 2,6   | 2,2      | 8,2      | 16,9     | 10,2     | 9,4     |
| T. min. media (°C)               | −1,9  | −1,0  | 0,8   | 3,0   | 6,6   | 9,5  | 11,4 | 11,1 | 9,2   | 5,9   | 2,0   | −0,6  | −1,2     | 3,5      | 10,7     | 5,7      | 4,7     |
| Giorni di gelo (Tmin ≤ 0 °C)     | 20,6  | 17,7  | 13,3  | 5,6   | 0,9   | 0,0  | 0,0  | 0,0  | 0,1   | 3,0   | 10,5  | 18,4  | 56,7     | 19,8     | 0,0      | 13,6     | 90,1    |
| Giorni di ghiaccio (Tmax ≤ 0 °C) | 2,2   | 1,6   | 0,5   | 0,0   | 0,0   | 0,0  | 0,0  | 0,0  | 0,0   | 0,0   | 0,1   | 1,7   | 5,5      | 0,5      | 0,0      | 0,1      | 6,1     |
| Precipitazioni (mm)              | 212,0 | 171,5 | 202,3 | 163,4 | 129,0 | 98,6 | 59,2 | 95,7 | 148,7 | 194,2 | 258,5 | 219,8 | 603,3    | 494,7    | 253,5    | 601,4    | 1 952,9 |

## Valori estremi

### Temperature estreme mensili dal 1968 a oggi
Di seguito sono riportati i valori estremi mensili delle temperature massime e minime registrate dal 1968 a oggi. La temperatura massima assoluta è stata registrata il 12 agosto 1998 e il 1º agosto 2017 con +34,7 °C, mentre la minima assoluta di -16,5 °C è stata registrata l'11 gennaio 1985.
| Pracchia (1968-2023)  | Mesi         | Mesi         | Mesi         | Mesi        | Mesi        | Mesi        | Mesi        | Mesi        | Mesi        | Mesi        | Mesi         | Mesi         | Stagioni | Stagioni | Stagioni | Stagioni | Anno  |
| Pracchia (1968-2023)  | Gen          | Feb          | Mar          | Apr         | Mag         | Giu         | Lug         | Ago         | Set         | Ott         | Nov          | Dic          | Inv      | Pri      | Est      | Aut      | Anno  |
| --------------------- | ------------ | ------------ | ------------ | ----------- | ----------- | ----------- | ----------- | ----------- | ----------- | ----------- | ------------ | ------------ | -------- | -------- | -------- | -------- | ----- |
| T. max. assoluta (°C) | 19,0 (2008)  | 19,1 (2021)  | 22,3 (2021)  | 25,7 (1968) | 29,1 (2022) | 33,2 (2019) | 33,5 (2019) | 34,7 (1998) | 29,0 (2016) | 25,2 (2011) | 21,8 (1963)  | 17,0 (1979)  | 19,1     | 29,1     | 34,7     | 29,0     | 34,7  |
| T. min. assoluta (°C) | −16,5 (1985) | −14,8 (1991) | −12,1 (1987) | −7,0 (2003) | −2,7 (1970) | −0,2 (1975) | 3,6 (1978)  | 3,2 (1989)  | −0,7 (1972) | −5,3 (1970) | −10,4 (1971) | −14,4 (1970) | −16,5    | −12,1    | −0,2     | −10,4    | −16,5 |

### Temperature estreme decadali dal 1968 a oggi
Di seguito sono riportate le temperature estreme decadali registrate dal 1968 in poi, con la relativa data in cui si sono verificate.
| Decadi          | Temperature massime assolute e relative date   | Temperature minime assolute e relative date       |
| --------------- | ---------------------------------------------- | ------------------------------------------------- |
| 1°-10 gennaio   | +13,8 °C il 4 gennaio 2015                     | -14,2 °C il 3 gennaio 1979                        |
| 11-20 gennaio   | +12,9 °C il 17 gennaio 1983                    | -16,5 °C l'11 gennaio 1985                        |
| 21-31 gennaio   | +19,0 °C il 28 gennaio 2008                    | -16,2 °C il 29 gennaio 1976                       |
| 1°-10 febbraio  | +15,2 °C il 7 febbraio 2011                    | -14,8 °C il 7 febbraio 1991                       |
| 11-20 febbraio  | +17,3 °C il 18 febbraio 1998                   | -12,6 °C l'11 febbraio 1969 e il 14 febbraio 2012 |
| 21-29 febbraio  | +19,1 °C il 25 febbraio 2021                   | -12,2 °C il 28 febbraio 2018                      |
| 1°-10 marzo     | +18,5 °C il 1º marzo 2012                      | -12,1 °C il 7 marzo 1987                          |
| 11-20 marzo     | +19,8 °C il 17 marzo 2004                      | -11,7 °C il 12 marzo 1976                         |
| 21-31 marzo     | +22,3 °C il 31 marzo 2021                      | -8,8 °C il 30 marzo 1993                          |
| 1°-10 aprile    | +23,6 °C il 9 aprile 2011                      | -7,0 °C l'8 aprile 2003                           |
| 11-20 aprile    | +23,3 °C il 17 aprile 2013                     | -5,4 °C il 15 aprile 1973                         |
| 21-30 aprile    | +25,7 °C il 23 aprile 1968 e il 28 aprile 2012 | -2,8 °C il 21 aprile 2017                         |
| 1°-10 maggio    | +27,5 °C il 6 maggio 2003                      | -2,7 °C il 3 maggio 1970                          |
| 11-20 maggio    | +27,6 °C il 18 maggio 1992                     | -1,0 °C il 14 maggio 1973                         |
| 21-31 maggio    | +29,1 °C il 28 maggio 2022                     | -0,4 °C il 23 maggio 1970                         |
| 1°-10 giugno    | +30,1 °C il 3 giugno 1991                      | -0,2 °C il 7 giugno 1975                          |
| 11-20 giugno    | +31,1 °C il 18 giugno 2013                     | +1,9 °C il 12 giugno 1974                         |
| 21-30 giugno    | +33,2 °C il 27 giugno 2019                     | +4,8 °C il 30 giugno 1991                         |
| 1°-10 luglio    | +32,9 °C il 3 luglio 2022                      | +4,9 °C il 2 luglio 1971                          |
| 11-20 luglio    | +32,4 °C il 20 luglio 2003                     | +4,0 °C il 17 luglio 1970 e il 18 luglio 2000     |
| 21-31 luglio    | +33,5 °C il 25 luglio 2019                     | +3,6 °C il 23 luglio 1978                         |
| 1°-10 agosto    | +34,7 °C il 1º agosto 2017                     | +3,7 °C l'8 agosto 1985                           |
| 11-20 agosto    | +34,7 °C il 12 agosto 1998                     | +3,4 °C il 20 agosto 1968                         |
| 21-31 agosto    | +33,9 °C il 21 agosto 2011                     | +3,2 °C il 30 agosto 1989                         |
| 1°-10 settembre | +29,0 °C il 2 settembre 2016                   | +2,4 °C l'8 settembre 1966                        |
| 11-20 settembre | +28,1 °C il 13 settembre 2011                  | +0,3 °C il 18 settembre 1971                      |
| 21-30 settembre | +28,0 °C il 23 settembre 1981                  | -0,7 °C il 29 settembre 1972                      |
| 1°-10 ottobre   | +25,2 °C il 3 ottobre 2011                     | -2,6 °C il 5 ottobre 1972                         |
| 11-20 ottobre   | +23,6 °C l'11 ottobre 2011                     | -3,6 °C il 18 ottobre 1985                        |
| 21-31 ottobre   | +22,5 °C il 21 ottobre 2012                    | -5,3 °C il 25 ottobre 1970                        |
| 1°-10 novembre  | +21,8 °C l'8 novembre 2015                     | -6,8 °C il 10 novembre 1981                       |
| 11-20 novembre  | +17,7 °C il 18 novembre 2009                   | -8,4 °C il 20 novembre 1977                       |
| 21-30 novembre  | +15,8 °C il 29 novembre 1979                   | -10,4 °C il 21 novembre 1971                      |
| 1°-10 dicembre  | +17,0 °C il 6 dicembre 1979                    | -12,7 °C il 9 dicembre 1980                       |
| 11-20 dicembre  | +12,5 °C il 18 dicembre 1984                   | -14,4 °C il 20 dicembre 2009                      |
| 21-31 dicembre  | +16,0 °C il 23 dicembre 1987                   | -14,4 °C il 24 dicembre 1970                      |